# Кубок из бивня нарвала
«Кубок из бивня нарвала» (нем. Narwalhornbecher) — кубок работы голландского ювелира Яна Вермеена (1559-1606). Созданный около 1600/1605 года в Праге; камеи на крышке выполнены в мастерской Мизерони в Милане. Хранится в Кунсткамере в Музее истории искусств, Вена (инвент. номер УК 1113).
Даже в конце XVII века бивни нарвала ассоциировались с рогом мифического единорога. Поэтому им приписывалось волшебное и целебное действие, благодаря чему они причислялись к наиболее желанным предметам в королевских собраниях произведений искусства. В качестве «рога единорога» они использовались как символы власти, так же, как и скипетр или епископский посох. Считалось, что этот кубок из «рога единорога» распознает и нейтрализует яд в напитках. Обладателем кубка был император Рудольф II (1552-1612), который в старости боялся, что его отравят.
Его ювелир Ян Вермеен создал высокохудожественную оправу из золота с эмалью, 16 рубинами и 36 бриллиантами. В результате этот предмет считается одним из самых ценных, принадлежавших императору.